# 기타타지마 지진
기타타지마 지진(일본어: 北但馬地震 きたたじまじしん[*])은 1925년 5월 23일 일본 효고현 북부에서 일어난 지진이다. 지진 규모는 M6.8. 효고현 도요오카시에서 진도6을 관측했다. 대화재가 발생해 큰 피해를 냈다. 이 지진으로 428명이 사망했다.

## 같이 보기
- 일본의 지진 목록

## 참고 문헌
- 国立天文台 『理科年表 令和3年』 丸善 P.796 ISBN 978-4-621-30560-7